# Grigori Gámburtsev
Grigory Aleksandrovich Gamburtsev (en ruso Григорий Александрович Гамбурцев; n. 23 de marzo de 1903 - 28 de junio de 1955) fue un sismólogo y académico soviético de San Petersburgo, Rusia, que trabajó en el área de sismología, predicción sísmica y predicción de terremotos.

## Vida
Gámburtsev nació el 23 de marzo de 1903 en San Petersburgo, Rusia. Se graduó de la Universidad Estatal de Moscú en 1926. Desde 1938 en adelante, trabajó en el Instituto de Geofísica de la Academia de Ciencias de la URSS, y fue su director desde 1949-55. En 1946, Gámburtsev se convirtió en miembro correspondiente de la Academia de Ciencias de la URSS y en 1953 se convirtió en miembro de pleno derecho de la Academia. Gámburtsev desarrolló un nuevo diseño de sismógrafos y creó su teoría. Propuso un nuevo método para la exploración mineral, llamado método de refracción de correlación, y el método de sondeo profundo para monitorear la corteza terrestre. Murió el 28 de junio de 1955 en Moscú.

## Honores
Gámburtsev recibió varios premios del gobierno por su trabajo científico, incluido el Premio Estatal de la Unión Soviética (1941), la Orden de la Bandera Roja del Trabajo (1945) y la Orden de Lenin (1953).  La Cordillera Gámburtsev, una cadena de montañas subglaciales cerca del Domo A en la Antártida Oriental, fue descubierta en 1958 por la 3.ª Expedición Antártica Soviética  y lleva su nombre en el mismo año; Val Gámburtsev, un depósito de petróleo en el Distrito autónomo de Nenetsia, (parte del Óblast de Arcángel), también lleva su nombre.